# ویروس نقص ایمنی گربه‌سانان

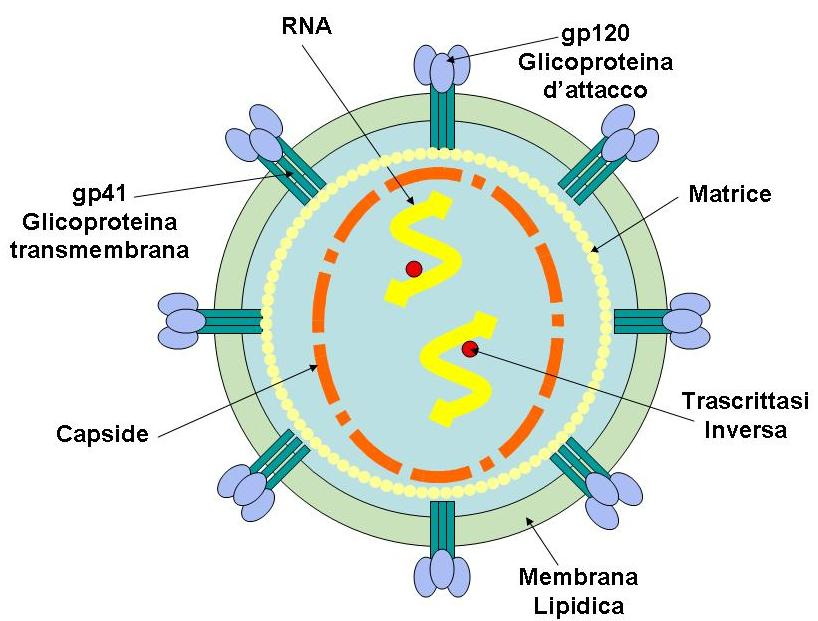
این تصویر شماتیک، ویروس نقص ایمنی گربه‌سانان (FIV) را نشان می‌دهد، یک رتروویروس که سیستم ایمنی گربه‌ها را تضعیف کرده و آن‌ها را مستعد ابتلا به عفونت‌های ثانویه می‌کند.

ویروس نقص ایمنی گربه‌سانان (به انگلیسی: Feline immunodeficiency virus) یا (FIV) از خانواده روتراویروس است و در زیر خانواده اورتورتراویروس قرار می گیردو زیر گروه لنتی ویروس است که گربه های سراسر جهان را مبتلا می‌کند و عامل پدید آمدن ایدز گربه‌ای است. میان ۲٫۵ تا ۴٫۴ درصد گربه‌های جهان آلوده به این ویروس هستند.
FIV به صورت ساختاری از دو رتروویروس دیگر گربه‌ای ویروس لوکمی گربه‌ای (FeLV) و ویروس فوامی گربه‌ای (FFV) متفاوت است؛ و ارتباط نزدیکی با ویروس نقص ایمنی انسانی (اچ‌آی‌وی) دارد. FIV تنها لنتی‌ویروس غیر نخستی‌سانی است که نشانه‌هایی همچون ایدز در انسان پدیدمی‌آورد ولی اغلب تنها برای گربه‌ها کشنده نیست و آن‌ها می‌توانند به عنوان ناقل و مبتلا به ویروس برای سال‌ها به زندگی ادامه دهند. واکسنی برای بیماری این ویروس ساخته شده اما کارایی‌اش مورد تردید است و گربه‌ها به آزمایش‌های پادتن FIV پس از واکسیناسیون پاسخ مثبت نشان می‌دهند. درمان با داروی zidovudine انجام می‌شود